# Elaeocarpus cordifolius
Elaeocarpus cordifolius é uma espécie de angiospérmica da família Elaeocarpaceae.
Pode ser encontrada nos seguintes países: Indonésia e Malásia.